# Esteban Pérez Esquivel
Esteban Pérez Esquivel (Buenos Aires, Argentina, 17 de mayo de 1966) es un músico y lutier argentino, hijo de Adolfo Pérez Esquivel, ganador del Premio Nobel de la Paz y de la compositora Amanda Guerreño. 
En su juventud estudió en la Escuela latinoamericana de Mimo, con los maestros Roberto Escobar e Igón Lerchundi. Paralelamente, comenzó a cursar estudios terapétuticos en "El Cuerpo y la Música", organizados por la Secretaría de Cultura de la Municipalidad de Buenos Aires. 
En 1992 viajó a París, en donde permaneció cuatro años. En dicha ciudad realizó varios seminarios sobre museología, dictados en el Louvre, para la restauración y conservación de instrumentos musicales antiguos. En 1993 ingresó en la escuela ADAC, Association Pour le Developpement de L'Animation Culturelle, París, bajo la tutela del maestro Liberto Planas. También tomó clases en CAEL, Centre D'Animation Expression et Loisirs con los profesores Robert Foch y Daniel Jolis. 
En 1994 viajó a Nanterre e ingresó al Conservatorio Municipal de Música y Danza, siendo pupilo del Maestro Luthier Joel Dugot, encargado de la restauración de instrumentos del Museo Nacional Instrumental de Paris.
Nuevamente en Argentina, fundó la escuela de luthería clásica y alternativa Muxxica junto a Pablo de Lucca, en marzo del 2000. En 2001 diseñó el Logocordio 1, para el sistema musical de numerología del maestro Sergio Aschero. 
En 2002 viajó a México a realizar un relevamiento de los instrumentos mexicanos de cuerda y su relación con los instrumentos españoles, encargo hecho por el Estado de Veracruz.
Realizó por encargo diferentes instrumentos para grupos tales como Les Luthiers, Los Cuatro Vientos, Pablo Bobrowicky y Alejandro De Raco.
En 2006 participó en la grabación de South of the World, editado por Red Records, Milán; en 2007 participó en Otoño, del Compositor Lolo Micucci. Al año siguiente, colaboró en El Vía Crucis Latinoamericano, de la compositora , editado por Misereor, Alemania. Para presentar dicho trabajo, realiza en 2009 una gira por diversas ciudades de Alemania, Suiza y Francia, presentando el CD.
Muchas de sus obras, instrumentos clásicos, como por ejemplo laúdes, guitarras, instrumentos hispanoamericanos, de cuerdas, viento y percusión, son exportados a España, Noruega, EE. UU. y el Museo Nacional de Instrumentos Musicales de la India, Nueva Delhi.
Actualmente coordina talleres de enseñanza musical y construcción de instrumentos en escuelas y entidades de bien público.

## Libros
- Instrumentos Musicales Alternativos con Pasta de Aserrín, Buenos Aires, Editorial Colihue, 1994.
- Construcción del Cuatro Venezolano y la Bandola Llanera, Editorial Independiente, 2002
- Construcción de una Guitarra Clásica, Proyecto Identidad Entrerriana, 2006

## Ediciones Musicales
- Pastambores, 1999. (Son trece temas grabados con instrumentos de pasta de aserrín, abordando diferentes estilos rítmicos brasileños y africanos).
- Muxxica 2000, 2000. (Con la participación de más de cincuenta músicos que interpretan las 21 piezas musicales con repertorios del Norte Argentino, Venezuela,  África, Medio Oriente.